# Lithacodia albopunctalis
Lithacodia albopunctalis är en fjärilsart som beskrevs av Druce. Lithacodia albopunctalis ingår i släktet Lithacodia och familjen nattflyn. Inga underarter finns listade i Catalogue of Life.